# Gui Santos

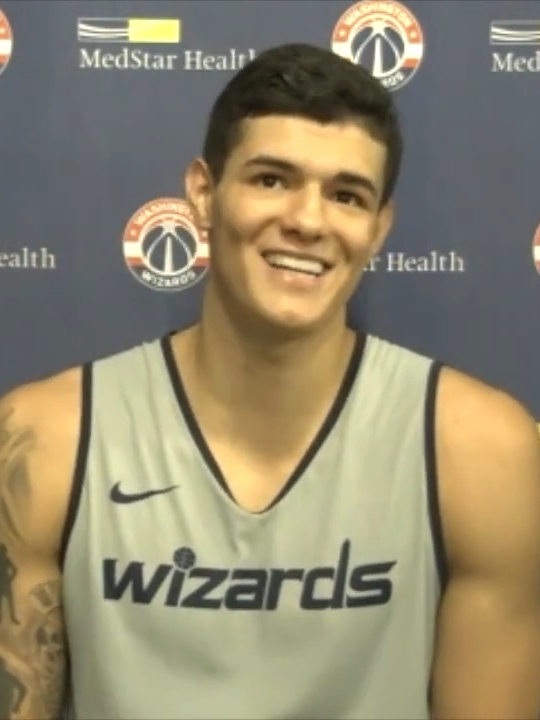
Gui Santos, 2021.

Guilherme Carvalho dos Santos, känd som Gui Santos, född 22 juni 2002 i Brasília, är en brasiliansk professionell basketspelare (SF/SG) som spelar för Golden State Warriors i National Basketball Association (NBA).
Han draftades av Golden State Warriors i andra rundan i 2022 års draft som 55:e spelare totalt.